# 오분자기
오분자기(학명: Haliotis supertexta)는 전복속에 속한 연체동물의 일종이다. 제주도와 한국 남해안 일부, 일본에 분포한다. 식용으로 쓰인다.
오분자기의 생김새는 전복과 비슷하지만 몇 가지 차이가 있다. 오분자기의 몸 길이는 8 cm 이하이지만 전복은 그보다 큰 10 cm까지도 자란다. 전복의 공열은 위로 튀어나와 있지만, 오분자기는 평평하게 구멍만 뚫려 있다. 구멍의 수도 전복은 4 ~ 5개, 오분자기는 7 ~ 8개 정도이다. 또 오분자기의 껍데기는 전복보다 평평한 편이다.
한국에서 오분자기는 원래 제주도에 주로 서식했으나, 난류의 영향으로 최근 남해안 등으로 분포가 급격히 확대되었다. 이에 따라 오분자기는 2010년 국립생물자원관이 선정한 기후변화 생물지표종 100종 중 하나로 지정되었다.
1990년대 후반부터 제주도의 오분자기는 갯녹음으로 인한 서식지 파괴와 남획으로 인해 생산량이 급감하였다. 제주의 오분자기 생산량은 1994년 200만 마리에서 2005년 15만 마리로 줄었고, 어민들의 소득은 1994년 55억원에서 2005년 4억원으로 줄었다. 무게로 따진 생산량은 1994년 200톤을 넘긴 뒤로 계속 감소하여 2019년에는 3톤으로 줄었다. 제주도 해양수산연구원은 자원 회복을 위해 오분자기 종자를 생산하여 마을 어장에 방류하고 있다.
제주도에서 오분자기는 살을 구워 먹거나 해물뚝배기, 된장찌개, 죽, 돌솥밥 따위에 넣어 먹으며, 내장을 젓갈로 담가 먹기도 한다.
제주도의 오분자기가 맛의 방주에 등재되어 있다.

## 사진

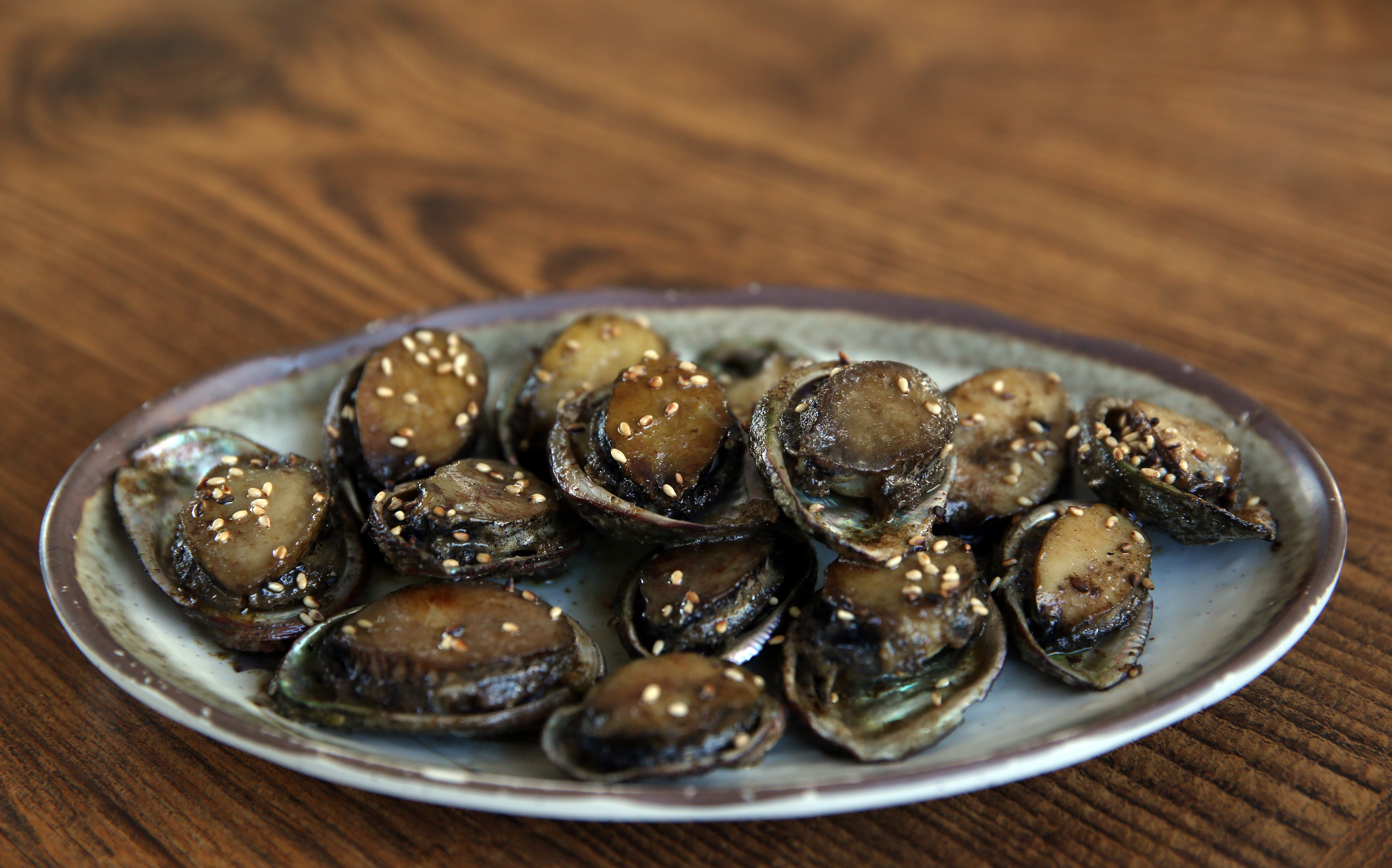
오분자기 구이
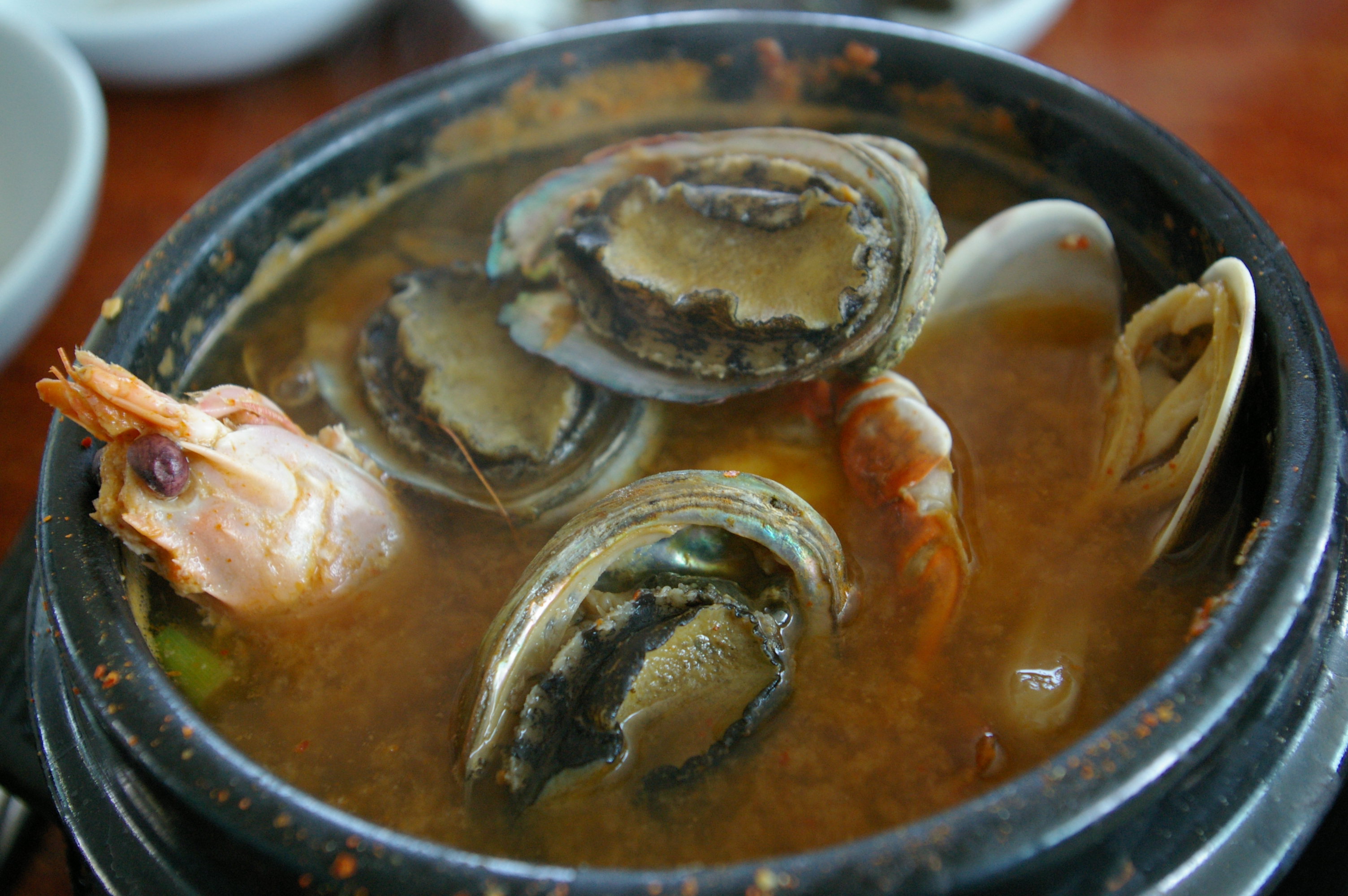
오분자기 뚝배기